# La Trinité-Surzur
La Trinité-Surzur är en kommun i departementet Morbihan i regionen Bretagne i nordvästra Frankrike. Kommunen ligger i kantonen Vannes-Est som tillhör arrondissementet Vannes. År 2022 hade La Trinité-Surzur 1 699 invånare.

## Befolkningsutveckling
Antalet invånare i kommunen La Trinité-Surzur
| Referens: INSEE |